# Florian Tardieu
Florian Tardieu (* 22. April 1992 in Istres) ist ein französischer Fußballspieler, der aktuell bei der AS Saint-Étienne in der Ligue 1 unter Vertrag steht.

## Karriere

### Durchbruch zum Stammspieler in der Ligue 2
In Istres geboren, begann Tardieu seine fußballerische Ausbildung bei der Jeunesse Sportive Istréenne, wo er bis 2001 in seiner Jugend spielte. Anschließend wechselte er zum größten Verein der Stadt, dem FC Istres. Nach über zehn Jahren in verschiedenen Juniorenmannschaften, debütierte er am letzten Spieltag der Saison 2011/12 bei einem 1:0-Sieg gegen den SC Bastia nach Einwechslung für die Profis in der Ligue 2. Anschließend unterzeichnete er seinen ersten Profivertrag bei dem Verein. Am 31. August 2012 (6. Spieltag) schoss er bei dem 1:0-Sieg über Chamois Niort das Siegtor und seinen ersten Treffer im Profigeschäft. In seiner ersten kompletten Profisaison konnte sich Tardieu direkt durchsetzen und lief 2012/13 wettbewerbsübergreifend 31 Mal auf, wobei ihm drei Tore gelangen. In der darauffolgenden Spielzeit war er weiterhin absoluter Stammspieler im Mittelfeld der Mannschaft und schoss in insgesamt 35 Spielen fünf Tore. Mit Istres musste er jedoch den Abstieg in den Championnat National hinnehmen.
Daraufhin wechselte er nach den ersten drei Spieltagen in Frankreichs dritter Spielklasse im Sommer 2014 zum ehemaligen Ligakonkurrenten FC Sochaux. Auch hier konnte er sich direkt durchsetzen, wodurch er 32 der restlichen 34 Ligapartien bestritt und in zwei Pokalspielen auflief. In der Spielzeit 2015/16 spielte Tardieu 31 Ligaspiele und kam mit Sochaux ins Halbfinale des Pokals, wo er alle sieben Spiele auf dem Weg dorthin absolvierte. 2016/17 gelangen ihm in 35 Ligabegegnungen zwei Tore und fünf Vorlagen und er lief in einem Pokal- und drei Ligapokalspielen auf. Zur Saison 2017/18 wurde er zum Kapitän des Vereins. In Folge dessen wurde er in der gesamten Saison wettbewerbsübergreifend in 42 von 44 möglichen Partien eingesetzt und war dabei an drei Toren direkt beteiligt.

### Ein Jahr in Belgien
Dennoch verließ er Sochaux im Sommer 2018 und wechselte zum belgischen Erstdivisionär SV Zulte Waregem. Am dritten Spieltag debütierte er für den Verein, als er gegen die KAS Eupen bei einem 4:0-Erfolg kurz vor Spielende eingewechselt wurde. In der Division 1A war er in der Hauprunde gesetzt, wurde jedoch in der Qualifikationsrunde zur Europa League kaum noch berücksichtigt. Somit kam er insgesamt 2018/19 auf 24 Ligaspiele, wobei er zwei Treffer vorlegte.

### Weg in die Ligue 1 mit Troyes und Saint-Étienne
Nach nur einer Saison im Ausland folgte im Sommer 2019 die Rückkehr nach Frankreich zum ES Troyes AC in der Ligue 2, wo er einen Dreijahresvertrag unterzeichnete. 2019/20 spielte er hier in der coronabedingt verkürzten Saison in 26 der 28 möglichen Ligaspiele, wobei ihm vier Tore und drei Vorlagen gutgeschrieben werden konnten. In der Saison 2020/21 gelangen Tardieu in 34 Einsätzen ganze sechs Tore und vier Vorlagen. Im April 2021 wurde er aufgrund seiner Leistungen zum Spieler des Monats der Ligue 2 gekürt und war Teil des Teams der Saison der Ligue 2. Damit trug er maßgeblich zum Aufstieg in die Ligue 1 als Zweitligameister bei. Dort gab er am ersten Spieltag im Alter von 29 Jahren sein Debüt in der ersten französischen Fußballliga, als er bei einer 1:2-Niederlage gegen Paris Saint-Germain über die vollen 90 Minuten auf dem Platz stand. Mitte April 2022 (32. Spieltag) schoss er als Kapitän spielend beim 1:1-Unentschieden gegen Racing Straßburg sein erstes Tor im französischen Oberhaus. Zwei Wochen darauf gelang ihm ein Doppelpack mit zwei Toren beim 2:0-Erfolg über den OSC Lille. Insgesamt schloss Tardieu seine erste Ligue-1-Saison 2021/22 mit 30 Einsätzen, vier Toren und zwei Vorlagen ab. Nach der erfolgreichen Klassenerhalt schoss er in der Spielzeit 2022/23 drei Tore in 15 Einsätzen. Besonders in der Rückrunde fiel er lange aufgrund einer Verletzung an der Achillessehne aus. Mit Troyes stieg er zudem als Vorletzter der Ligue 1 wieder in die zweite Liga ab.
Einige Wochen nach Beginn der Saison 2023/24 wechselte er zur ebenfalls in der Ligue 2 spielenden AS Saint-Étienne. Für Les Verts spielte er im Rest der Spielzeit in 31 von 34 möglichen Ligaspielen, wobei er ein Tor schoss. Als Tabellendritter qualifizierte man sich für die Aufstiegsrelegation, wo man, nach einem Sieg im Halbfinale, gegen den FC Metz gewann und in die Ligue 1 aufstieg.

## Erfolge
ES Troyes AC
- Französischer Zweitligameister: 2021  ▲

AS Saint-Étienne
- Sieger der Aufstiegsrelegation Ligue 1/Ligue 2: 2024  ▲